# ОШ „Први мај” Влајковци
ОШ „Први мај” у Влајковцима, насељеном месту на територији општине Брус, једна је од установа основног образовања.

## Историјат
Основна школа у Влајковцима је почела са радом давне 1921. године, када се школска зграда налазила на месту данашње здравствене амбуланте. У њој се настава изводила да почетка Другог светског рата. По завршетку рата школа наставља рад у згради која је купљена од Новице Симића. 
Услови у постојећој школи су били тешки за рад, а број ученика се повећавао. Рад у новој згради отпочиње 1960. године и то као осмогодишња школа. Следеће године матичној школи се припајају четвороразредне школе у Брзећу, Радманову, Грашевцима, Горњем Липовцу и Шошићима. Школска зграда је знатно оштећена земљотресом 1980. године тако да није била више за употребу. Исте године отпочиње градња нове зграде. За то време настава се одвија под шатором.

## Школа данас
У данашњој новој згради настава се одвија за ученике од петог до осмог разреда, док се у старој школи, настава изводи у комбинованим одељењима за ученике млађих разреда.
Матична школа у свом саставу има два подручна одељења, у Брзећу и Грашевцима, где се настава држи у по два комбинована одељења за ученике од првог до четвртог разреда. У оквиру школе ради школска библиотека са великим бројем наслова.